# ستاربكس

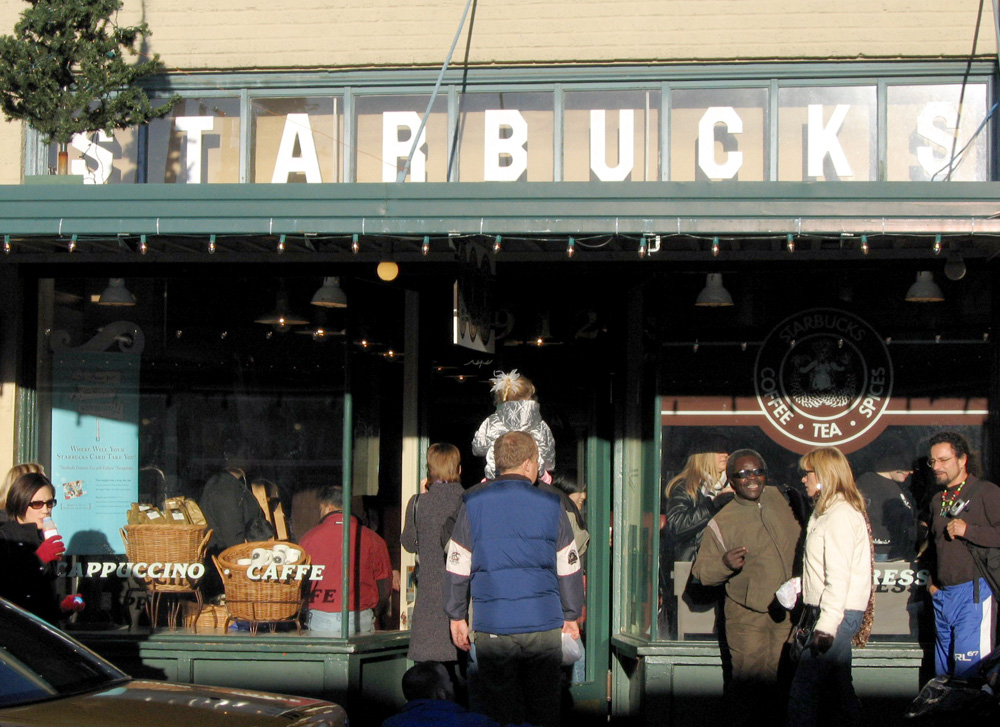
الفرع الأول من سلسلة محلات ستاربكس

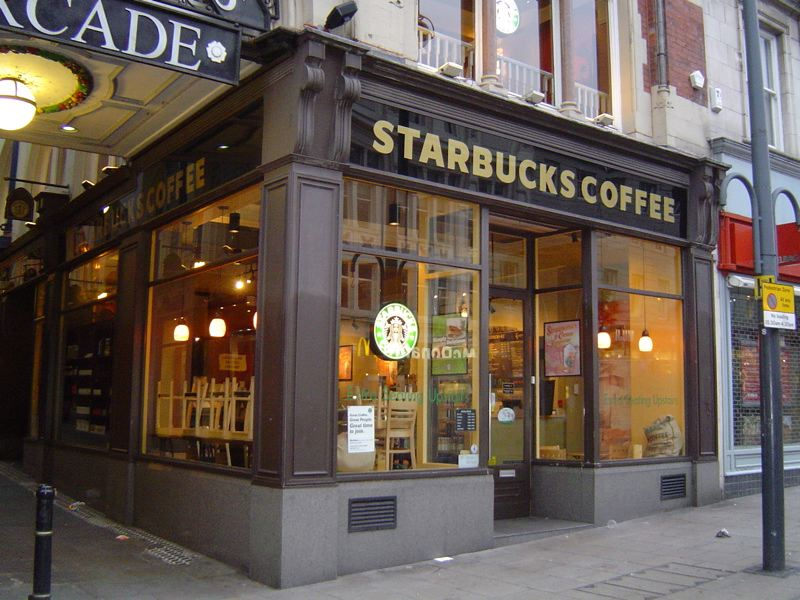
محل لستاربكس في ليدز، بريطانيا.

ستاربكس (بالإنجليزية: Starbucks)‏ هي شركة مقاهي أمريكية، بدأت عام 1971 في سياتل بولاية واشنطن على يد ثلاثة شركاء وهم مدرس اللغة الإنجليزية جيري بالدوين ومدرس التاريخ (زيف سايغل) والكاتب (غوردان بوكر). وتمتلك الشركة نوفمبر 2021 أكثر من 16,226 فرعا في 84 دولة حول العالم منها 15,444 داخل الولايات المتحدة الأمريكية وأكثر من 383,000 موظف في جميع فروعها.
وتقدم الآن شركة ستاربكس العديد من المشروبات الساخنة والباردة منها الموكا، اسبريسو، قهوة أمريكية، الشوكولاته، الفانيلا والكريمه، الكراميل وغيرهم. كما تقدم الحلويات والسندويشات في جميع أفرعها في جميع أنحاء العالم.

## الملكية الفكرية

### الاسم
جاء اسم ستاربكس من شخصية ستاربك من رواية هرمان ملفيل الكلاسيكية موبي ديك التي نشرت في عام 1851م، والتي تدور أحداثها في عرض البحر، فستاربك الرفيق الأول لكابتن (أهاب) على السفينة كان يحب القهوة كثيراً.

## أول مقهى
افتتح أول مقهى ستاربكس في سوق (بايك بلايس) التاريخي في سياتل عام 1971م، أنشأ المقهى من قبل أستاذين جامعيين من سياتل وكاتب وكان المقهى يبيع حبوب البن والشاي العالية الجودة.

## الشعار
فيما يخص الشعار، فإنه مستمد من رسم نرويجي يعود إلى القرن السادس عشر ويمثل عروس البحر - أي حورية - ذات ذيلين منحوتة على قطعة خشبية، وتم اعتماد هذا الرسم محاطاً بشكل دائري - باسم الشركة الأصلي - قهوة وشاي وبهارات (ستاربكس) تم اختيار الشعار مع انطلاقة الشركة في العام 1971م ورغب المؤسسون أن يعكس الشعار العلاقة التاريخية التي تربط تجار القهوة مع الإبحار.

1971–1987
1987–1992
1992–2011
2011–حتى الآن

## ستاربكس في الشرق الأوسط
تتواجد مقاهي ستاربكس في الشرق الأوسط منذ عام 1999م . وقعت الشركة في البداية اتفاقية امتياز حصرية مع شركة جواد التجارية البحرينية . افتتح أول مقهى لستاربكس في سوق شرق - الكويت عام 1999م. حاليا تدير شركة الشايع ما يزيد عن 500 مقهى (ستاربكس) في جميع أنحاء منطقة الشرق الأوسط بما فيها البحرين والكويت والمملكة العربية السعودية والإمارات ولبنان والأردن وقطر وعمان ومصر وفلسطين.

## الإدراج في سوق الأوراق المالية
أدرجت شركة ستاربكس في بورصة نازداك عام 1992م وافتتح أول مقهى لها على الصعيد الدولي في اليابان في عام 1996م ويوجد حالياً أكثر من 7.000.000 مساهم يملكون ستاربكس.

## التواجد العالمي
رغم أن جذور ستاربكس تكمن في الولايات المتحدة، فُتحت شركة عالمية من خلال 18.389 فرعاً في 83 دولة حول العالم إضافة إلى الولايات المتحدة، ويبلغ عدد الموظفين الجملي تقريباً 383,000.

## الجدل والانتقادات

### أسعار البيع في الصين
في أكتوبر عام 2013، أذاع تلفزيون الصين المركزي تقرير عن أرباح غير متوقعة في مطاعم ستاربكس الصينية. وقال تقرير للصحفيين أن مقارنة سعر قهوة ستاربكس لاتيه (354 مل) في بكين وشيكاغو ولندن وبومباي أوضحت أن الثمن في بكين هو الأعلى وفي بومباي هو الأرخص. وذكرت أن اللاتيه يكلف 4 يوان (0.67 دولار أمريكي) ولكن سعر البيع هو 27 يوان (4.5 دولار أمريكي)، لذلك هامش الربح لستاربكس في الصين أعلى من البلدان الأخرى.

### ستاربكس تواجه خسارة تزيد عن 11 مليار دولار
في ديسمبر 2023، انخفضت قيمة ستاربكس بمقدار 11 مليار دولار وسط المقاطعات المرتبطة بالصراع بين إسرائيل وغزة ضمن الحرب بين إسرائيل وحماس. ينبع أصل الأزمة من تغريدة نقابة عمال ستاربكس، الذي عبر فيه عن تضامنه مع الفلسطينيين مع بداية الهجمات الإسرائيلية على غزة. الشركة قدمت دعوى قضائية لمقاضاة العاملين لديها الذين أبدوا دعمهم لفلسطين، أثارت هذه البادرة سلسلة من ردود الفعل، مما أدى إلى مقاطعة واسعة النطاق أثرت بشدة على الموقف المالي للشركة.وفي مارس 2024 قررت مجموعة الشايع التي تدير ما يزيد عن 500 مقهى (ستاربكس) في جميع أنحاء منطقة الشرق الأوسط تخفيض عدد موظفيها في الشرق الأوسط وبررت ذلك نتيجة بالظروف التجارية الصعبة المتعلقة بالحرب على غزة التي أدت إلى مقاطعة العلامات التجارية الغربية.

## وصلات خارجية
- الموقع الرسمي
- ستاربكس على موقع Google Play (الإنجليزية)